# Heinz Pauels
Heinz Horst Frank Pauels (* 1. März 1908 in Oberhausen; † 1985 in Bergheim) war ein deutscher Komponist.

## Leben
Heinz Pauels wurde als Sohn des Oberhausener Pharmazeuten Heinrich Pauels und seiner Ehefrau Anne geboren. Es war früh erkennbar, welches Musiktalent ihm angeboren war und er trat bereits als Elfjähriger bei Klavierkonzerten auf. Verbunden mit einem Stipendium konnte er seine pianistische Ausbildung bei Franz Dorfmüller und später bei Josef Pembaur an der Akademie der Tonkunst in München vervollständigen. Als neuer Schwerpunkt kam das Studium der Komposition unter der Leitung von Anton Beer-Walbrunn hinzu, welches er 1925 im Alter von 17 Jahren mit Diplom abschloss.
Als Walter Braunfels zur Leitung der Kölner Musikhochschule berufen wurde, sah Pauels hier eine Möglichkeit, dort seine Ausbildung zu vertiefen. Zusätzlich setzte er seine Klavierausbildung bei Paul Baumgartner fort. Den ersten Erfolg errang der 24-Jährige mit seinem einsätzigen Streichquartett op. 4. Das Bruinier-Quartett förderte den Nachwuchs an Musikschaffenden durch einen Kompositionswettbewerb. Unter 145 Einsendungen errang Heinz Pauels den ersten Preis und eine Werkaufführung an der Berliner Singakademie im März 1932. Das Werk ging in Druck bei Bote & Bock.
Der Dirigent Dante Fiorillo wurde auf ihn aufmerksam und Kompositionsaufträge folgten für das Broadcasting Orchestra des New Yorker Rundfunks. Zeitgleich trat Pauels als Repetitor und stellvertretender Chordirektor in den Dienst der Kölner Bühnen und lernte Charlotte Hoffmann kennen, die er kurz darauf heiratete. Charlotte Hoffmann-Pauels war als Sopranistin auf den Kölner Bühnen allgegenwärtig. Zwischen Händel und Krenek kannte sie nicht nur die Standardrollen, sondern als universelle Sängerin auch jede Repertoire Nische. Nach dem Krieg erhielt der politisch unbelastete Pauels von den Militärbehörden die Genehmigung, das Gürzenich-Orchester neu aufzubauen. Ein Teil der Stammmusiker war an unbekannte Orte verstreut, viele Instrumente verloren, die Konzertstätten Gürzenich und das Opernhaus zerstört. Er begann und dirigierte kurz darauf die ersten Konzerte und Opernaufführungen. 1948 ernannten ihn die Städtischen Bühnen zum Leiter der Schauspielmusik in Köln.
Durch seine Schauspielmusiken wurde Pauels bekannt. Seine Kompositionen zu Federico García Lorcas „Sobald fünf Jahre vergehen“ und Else Lasker-Schülers „Die Wupper“ brachten ihm Kompositionsaufträge deutscher Bühnen zu den Schauspielen „Peer Gynt“, „Nach Damaskus“, „Wie es euch gefällt“, „Dantons Tod“, „Trauer muß Elektra tragen“, ein. Ebenso schrieb er die Bühnenmusik zur Festaufführung in Darmstadt zu Georg Büchners „Leonce und Lena“ Sein Verleger wurde Kurt Neufert in Heidelberg.
Heute befinden sich die Ballettmusik „Mardi gras“, die Oper „Moll Flanders“ sowie das Streichsextett beim Musikverlag Schott, Mainz. „Mardi Gras“ und „Bereshit“ (Choreographie Samy Molcho) werden in Südeuropa und dem Nahen Osten aufgeführt. Werke von Pauels wurden vom WDR gesendet. Seine Kompositionen wurden in den Gürzenichkonzerten unter der Ägide von Günter Wand uraufgeführt. 1966 hatte die Oper „Moll Flanders“ in Saarbrücken Premiere.
1973 trat Pauels in den Ruhestand und verlegte sich auf freie musikalische Studien. Durch die Zusammenarbeit mit Christoph Klöver, dem Musikdirektor im Erftkreis, wurde sein Orgelkonzert und das Chorwerk „Gesang vom Menschenleben“ uraufgeführt in einem Festkonzert durch den Bedburger Männergesangverein. Ein Jahr vor seinem Tod erfolgte, die Verleihung des Bundesverdienstkreuzes am Bande durch Landrat Willi Kaiser.
Der Nachlass von Heinz Pauels befindet sich im Historischen Archiv zu Köln.

## Werke (Auswahl)

### Bühnenmusiken
- „Sobald fünf Jahre vergehen“ Federico Garcia Lorca,
- „Die Wupper“ Else Lasker-Schüler,
- „Peer Gynt“ Henrik Ibsen,
- „Jedermann“ Hugo von Hofmannsthal,
- „Nach Damaskus“ August Strindberg,
- „Dantons Tod“ Georg Büchner,
- „Leonce und Lena“ Georg Büchner,
- „Wie es euch gefällt“ Shakespeare,
- „Stallerhof“ F.X. Kroetz,
- „Cyrano de Bergerac“ Edmond Rostand

### Ballettmusik
- „Mardi gras“ op 92a,
- „Bereshit“ op. 95,
- „Capriccio“ op. 92B,
- „Wochenschau“

### Opern
- „Anna Karenina“, Lyrische Oper nach Motiven aus „Anna Karenina“ von Leo Tolstoi, op. 17;
- „Moll Flanders“ Musikalische Ballade nach dem Roman von Daniel Defoe gestaltet von Ernst Gärnter, op. 100;
- „O Hyazinthia“, Lächerliche Oper in einem dramatischen Akt, Libretto: Kurt Neufert, Schott Verlag

### Sinfonische Musik und Konzerte
- Concerto für Violoncello und großes Orchester, op. 23;
- Legend für Klavier und Streichorchester, op. 60;
- Klavierkonzert, op. 94;
- I. Sinfonie, op. 118;
- Orgelkonzert, op. 136;
- Wild Dance für großes Orchester, op. 55

### Kammermusik
- Streichquartett, op. 4;
- Streichsextett, op. 7;
- Streichquartett, op. 68

### Solowerke
- Klavierstücke, op. 33;
- 2 Stücke für Violine und Klavier, op. 52a;
- 2 Stücke für Cello und Klavier, op. 56;
- 4 Stücke for Klarinette in B und Klavier

### Lieder
- Fünf Lieder für Sopran und Klavier, op. 29;
- To a little child, für Sopran und Klavier;
- Lacrimosa für Sopran und Streichquartett, op. 57;
- Neun Lieder für Sopran oder Tenor und Klavier, op. 64;
- Drei Gesänge für Bariton und Klavier, op. 89 a;
- Kantate 1962, op. 96A;
- Vier Gesänge für Sopran und Orchester, op. 14

### Chorwerke
- Gemischter Chor und Klavier und Sopran, op. 43;
- After summer, gemischter Chor, Streichorchester und Klavier, op. 32;
- Christmas music für gemischten Chor op. 30;
- Gesang vom Menschenleben, Kantate für Streichorchester, Männerchor, Schlagzeug und Klavier und Sopran-Solo